# Giorgio IX d'Imerezia
Giorgio IX di Imerezia, in georgiano გიორგი IX? (Kutaisi, 1718 – Kutaisi, 1778), è stato re d'Imerezia nel 1741.

## Biografia
Figlio terzogenito di Giorgio VII d'Imerezia e di sua moglie Tamar (figlia di Mamia III Gurieli), venne proclamato sovrano dopo che suo fratello maggiore Alessandro V venne detronizzato da un colpo di stato sponsorizzato dall'Impero ottomano. Sul finire del 1741, però, Alessandro riuscì a riprendersi la sua corona. Giorgio si recò in esilio da suo suocero George Lipartiani a Mingrelia, ma gli venne permesso di fare ritorno in Imerezia durante il regno di suo nipote Salomone I.
Giorgio IX si sposò con Mzekhatun, figlia del principe Giorgi Lipartiani. La coppia ebbe due maschi e tre femmine:
- Principessa Elena (1745–1810), che sposò Giorgio (m. 1787), figlio di Rostom, duca di Racha.
- Principe Rostom (fl. 1746)
- Principessa Mzekhatun (1748–1810), che sposò il principe Papuna Tsereteli (m. 1790).
- Davide II (1755–1795), re d'Imerezia (1784–1789).
- Principessa Darejan (1757–1810), che sposò il principe Simone Abashidze (m. c. 1790).